# Axel Magnus Bolinder
Axel Magnus Bolinder, född 1 mars 1827 i Göteborg, död 13 januari 1902 i Mariestad, var en svensk ämbetsman och politiker. Han var 1858–1901 landssekreterare i Skaraborgs län och var riksdagsman för borgarståndet i Mariestad vid ståndsriksdagen 1865–1866.